# Terabit
Um Terabit é uma unidade de armazenamento de informações ou dados de computadores. Normalmente ele é abreviado por Tb. 1 Tb = 1.000.000.000.000 bits 1012.
Tebibit = 240 = 1.099.511.627.776 bits. (modo de mensurar não comumente utilizado)

## Relações
Base 10:
gigabit << terabit << petabit
Base 2:
gibibit << tebibit << pebibit